# Понцана (Новара)
Понцана је насеље у Италији у округу Новара, региону Пијемонт.
Према процени из 2011. у насељу је живело 54 становника. Насеље се налази на надморској висини од 143 м.